# G.cz
G.cz je internetový magazín. Byl spuštěn na začátku roku 2014. Web provozuje online vydavatelství Extra Online Media, které je dceřinou firmou investiční skupiny Pale Fire Capital. Investorem vydavatelství Extra Online Media je český internetový podnikatel Jan Barta. 

## Historie
G.cz pomáhal v jeho začátcích Pavel Vondráček, bývalý šéfredaktor tištěného měsíčníku pro muže Maxim. Zpočátku se jednalo o informativně-zábavní web. Postupem času se redaktoři G.cz začali zabývat společenskými tématy a komentáři aktuální dění. Na G.cz se také začaly objevovat filmové recenze.[zdroj?] Ve spolupráci s OneTV.cz, kterou také vlastní Extra Online Media, začalo G.cz vydávat také videorozhovory s politiky. Od října 2019 byla šéfredaktorkou webu G.cz Jana Mrákotová, která v minulosti působila taktéž jako mluvčí televizní skupiny Prima. V lednu 2021 ji na postu šéfredaktora vystřídal Jan Studnička.
Podle statistik NetMonitoru navštívilo v srpnu 2019 web G.cz 984 065 reálných uživatelů, kteří zobrazili 8,6 milionu stránek.